# 雨宮哲
雨宮 哲（あめみや あきら、1982年 - ）は、日本の男性アニメーター、アニメ演出家・監督。初代カエル王。トリガー所属。東京都出身。

## 来歴
東京工科大学中退後、ガイナックスに入社し、トリガー設立後はそちらに移籍した。
2010年代からはアニメーターだけではなく演出家としても活動を開始し、2012年にWebアニメ『インフェルノコップ』で初のシリーズディレクターを務める。
2018年に『SSSS.GRIDMAN』でテレビシリーズとしては初めての監督を務め、翌年同作で第50回星雲賞メディア部門を受賞した。

## 人物
少ないカットを集中して描くという業界の傾向から原画スタッフが担当できるカット数が減っている中、アニメーター時代に多くのカット数を捌いていた。このことで大塚雅彦から「雨宮はアニメーター時代に多くのカットを担当したことで、演出に対する素養が付いて、一番スケジュールコントロールができる監督」と称賛されている。

## 参加作品

### テレビアニメ
2004年
- この醜くも美しい世界（動画）
- 巌窟王（2004年 - 2005年、動画）

2005年
- シュガシュガルーン（2005年 - 2006年、原画、動画）
- ぺとぺとさん（原画）
- BLACK CAT（2005年 - 2006年、原画）
- ガイキング LEGEND OF DAIKU-MARYU（2005年 - 2006年、原画）
- BLOOD+（2005年 - 2006年、原画）
- メルヘヴン（2005年 - 2007年、原画）

2006年
- 無敵看板娘（原画）

2007年
- 天元突破グレンラガン（アイキャッチ・メカ作画監督・作監補佐・原画）
- 電脳コイル（原画）
- おねがいマイメロディ すっきり♪（2007年 - 2008年、原画）
- PRISM ARK（原画）
- ハヤテのごとく!（2007年 - 2008年、原画）
- 機動戦士ガンダム00（2007年 - 2008年、第二原画）

2008年
- 【俗・】さよなら絶望先生（原画）
- ドルアーガの塔 〜the Aegis of URUK〜（原画）
- カイバ（原画）
- ヤッターマン（2008年 - 2009年、作画監督・原画）
- 狂乱家族日記（原画）
- 二十面相の娘（原画）
- ひだまりスケッチ×365（原画）
- 屍姫 赫（原画）
- 絶対可憐チルドレン（2008年 - 2009年、作画監督・原画）
- まかでみ・WAっしょい!（原画）
- とらドラ!（2008年 - 2009年、原画）
- 鉄のラインバレル（2008年 - 2009年、第二原画）

2009年
- アスラクライン（原画）
- ティアーズ・トゥ・ティアラ（原画）
- 咲 -Saki-（原画、タイトルロゴ）
- クイーンズブレイド 玉座を継ぐ者（原画）
- まほろまてぃっく特別編ただいま◆おかえり（原画・第二原画）
- 鋼の錬金術師 FULLMETAL ALCHEMIST（2009年 - 2010年、原画）
- アスラクライン2（メカニック・スチューデント）

2010年
- はなまる幼稚園（原画）
- SDガンダム三国伝 BraveBattleWarriors（2010年 - 2011年、原画）
- 四畳半神話大系（第二原画）
- HEROMAN（原画）
- スーパーロボット大戦OG -ジ・インスペクター-（2010年 - 2011年、原画）
- Panty & Stocking with Garterbelt（コンテ・演出・作画監督・設定協力・原画・第二原画）
- STAR DRIVER 輝きのタクト（2010年 - 2011年、原画）

2011年
- X-MEN（第二原画）
- THE IDOLM@STER（劇中劇演出・メカ作画監督・原画・第二原画）
- ダンタリアンの書架（原画・作画）
- ダンボール戦機（2011年 - 2012年、原画）
- 東映ロボットガールズ パイロットフィルム（原画）
- 機動戦士ガンダムAGE（2011年 - 2012年、原画）
- 僕は友達が少ない（メカデザイン・メカ作画監督・原画） ZZ(ツインゼット)×弐号機本
- 侵略!?イカ娘（第二原画）

2012年
- ブラック★ロックシューター（絵コンテ（共同）・演出（共同）・作画レイアウト・原画）
- アクセル・ワールド（原画）
- めだかボックス（原画）
- 非公認戦隊アキバレンジャー（原画） 8話劇中アニメ「にじよめ学園ズキューーン葵」オープニングアニメーション
- カンピオーネ!（原画）
- ソードアート・オンライン（原画）
- エウレカセブンAO（原画）
- めだかボックス アブノーマル（OP原画）
- ROBOTICS;NOTES（原画）

2013年
- ビビッドレッド・オペレーション（原画）
- キルラキル（助監督・絵コンテ・演出・演出補佐・作画監督補佐・原画・第二原画）

2014年
- キャプテン・アース（原画）
- スペース☆ダンディ シーズン2（原画）
- 異能バトルは日常系のなかで（原画）OP
- ガンダムビルドファイターズトライ（原画）

2015年
- 夜ノヤッターマン（メカニックデザイン（共同））
- ニンジャスレイヤー フロムアニメイシヨン（シリーズディレクター・シリーズ構成・絵コンテ・演出・原画・OP絵コンテ/演出/作画監督・ED絵コンテ/演出）
- それが声優!（原画）OP

2016年
- 宇宙パトロールルル子（第2監督・脚本・絵コンテ・演出・原画・OP原画・ED絵コンテ/演出）

2017年
- リトルウィッチアカデミア（絵コンテ・絵コンテ協力）

2018年
- ダーリン・イン・ザ・フランキス（絵コンテ）
- SSSS.GRIDMAN（監督・絵コンテ、総作画監督・原画・OP絵コンテ・演出・原画）

2021年
- SSSS.DYNAZENON（監督・絵コンテ・原画・第二原画・OP絵コンテ・演出・原画、ネオフォビアデザイン補佐）
- 空色ユーティリティ（絵コンテ）

2024年
- ダンジョン飯（絵コンテ）

2025年
- 空色ユーティリティ（絵コンテ）
- 機動戦士Gundam GQuuuuuuX（原画）

### 劇場アニメ
2006年
- まじめにふまじめ かいけつゾロリ なぞのお宝大さくせん（原画）

2008年
- 劇場版 天元突破グレンラガン 紅蓮篇（原画） アイキャッチ

2009年
- 劇場版 天元突破グレンラガン 螺巌篇（原画）

2011年
- 鋼の錬金術師 嘆きの丘（ミロス）の聖なる星（第二原画）

2013年
- 魔女っこ姉妹のヨヨとネネ（原画）

2015年
- リトルウィッチアカデミア 魔法仕掛けのパレード（原画）
- 映画 妖怪ウォッチ エンマ大王と5つの物語だニャン!（原画）

2023年
- 劇場総集編 SSSS.GRIDMAN（総監督）
- 劇場総集編 SSSS.DYNAZENON（総監督）
- グリッドマン ユニバース（監督・共同脚本・絵コンテ・演出・原画・設定デザイン）

2024年
- 風都探偵 仮面ライダースカルの肖像（原画）

### OVA
- うみものがたり 〜あなたがいてくれたコト〜 第十三話「信じあう心」（2010年：原画）
- GURREN LAGANN PARALLEL WORKS 2（2010年：原画） 「さよならダイグレン」 「キヤルのマジカルタイム、3分前。」 「キタンゼロ」
- BATTLE SAURS Opening Animation（2015年：原画）

### Webアニメ
- インフェルノコップ（2012年：シリーズディレクター）
- 日本アニメ（ーター）見本市 『電光超人グリッドマン boys invent great hero』（2015年：監督[1]・原画）
- トランスフォーマー 40周年記念　スペシャルムービー（2024年：監督・絵コンテ・演出・作画監督）

### ゲーム
- 天元突破グレンラガン 第5.5話 俺のグレンはピッカピカ！！（2007年：ゲームオリジナルメカ設定）
- 第2次スーパーロボット大戦Z 破界篇（2011年:戦闘カットイン原画協力）PSP
- THE IDOLM@STER SHINY FESTA ファンキーノート（2012年：原画） PSP
- PROJECT X ZONE（2012年：OP絵コンテ・演出・キャラクターデザイン・作画監督・原画） 3DS

### その他
2009年
- 天元突破グレンラガン キラメキ★ヨーコBOX 「S・t・a・r・S」（モーションアクター）

2013年
- 四百二十連敗ガール PV（原画）
- THE IDOLM@STER LIVE THE@TER PERFORMANCE 02（ジャケットイラスト）

2017年
- GRAVITY DAZE 〜The Animation Ouverture〜（絵コンテ）

2021年
- グリッドナイトファイト（企画協力）